# Willem De Kooning: Artist
Willem De Kooning: Artist è un documentario del 1995 diretto da Robert Snyder e basato sulla vita del pittore statunitense Willem de Kooning.